# Valeriano Riera Franco
Valeriano Riera Franco (Adahuesca, 15 d'abril de 1899 - Lo Casterar e Verdusan, Gers, 16 de gener de 1949) va ser un ciclista espanyol que va córrer entre 1928 i 1931. La seva principal victòria fou una etapa de la Volta a Catalunya de 1928.

## Palmarès
- 1928
  - Vencedor d'una etapa de la Volta a Catalunya
- 1929
  - 1r al Circuit de Bearn i vencedor d'una etapa
  - 2n a la Volta a Llevant
- 1931
  - 1r al G.P. des Vêtements Lapasserie Pau
  - 2n a la Volta a Llevant

### Resultats al Tour de França
- 1930. 17è de la classificació general